# Regina Keil-Sagawe
Regina Keil-Sagawe (* 1957 in Bochum) ist eine deutsche Literaturübersetzerin, Kulturjournalistin, Dozentin und Moderatorin mit Schwerpunkt Maghreb.

## Leben
Nach ihrem Studium der Germanistik, Romanistik und Pädagogik an der Rheinischen Friedrich-Wilhelms-Universität zu Bonn arbeitete sie zunächst ein Jahr als Sprachassistentin in Paris und absolvierte parallel an der Sorbonne Nouvelle (Paris III) ein Kurzstudium, das sie zum Unterrichten von Französisch befähigte. Danach war sie etliche Jahre zunächst als wissenschaftliche Mitarbeiterin, dann als Lehrbeauftragte am Institut für Übersetzen und Dolmetschen (IÜD) der Universität Heidelberg tätig, wo sie am Auf- und Ausbau der Maghrebliteratur mitwirkte und schwerpunktmäßig das literarische Übersetzen maghrebinischer Literatur aus dem Französischen unterrichtete. Seit 1993 ist sie als freie Publizistin für Radio, TV und Presse (u. a. WDR, SWF, NDR, ARTE, NZZ, Die Welt) tätig sowie als literarische Übersetzerin vor allem maghrebinischer Literatur aus dem Französischen ins Deutsche. 1997 bis 1998 übernahm sie eine DAAD-Dozentur an der deutschen Abteilung für Linguistik und Übersetzungswissenschaft der Universität Mohammed V in Rabat (Marokko). Seither lebt und arbeitet sie in Heidelberg.
Darüber hinaus hat Regina Keil-Sagawe sich für die Vertiefung der deutsch-maghrebinischen Zusammenarbeit engagiert, u. a. als Vorsitzende der Coordination internationale des Chercheurs sur les Littératures maghrébines/CICLIM (Paris/Casablanca), in deren Rahmen sie die „Etudes littéraires Maghrébines“ herausgab und internationale Kongresse organisierte. Sowie in der Heidelberger Agenda 21 Initiative (HAI e.V.), wo sie eine Hochschulpartnerschaft zwischen der PH Heidelberg und CFI Essaouira anregte, welche seit dem Jahr 2001 offiziell besteht.
Regina Keil-Sagawe hat journalistische und wissenschaftliche Beiträge veröffentlicht sowie Vorträge und Lesungen gehalten. Ihr Spezialgebiet ist dabei vor allem die interkulturelle Übersetzungs- und Rezeptionsproblematik frankophoner Maghrebliteratur.
Für ihre Arbeit wurde sie mit Stipendien und Preisen ausgezeichnet, mit dem Übersetzerstipendium des Centre National du Livre (1995), dem „Guckmal-Literaturpreis“ (1998), einer Auszeichnung der Zeitschrift „Eselsohr“ (1998), der Aufnahme in die „Ehrenliste zum Österreichischen Kinder- und Jugendbuchpreis 1999“, dem Schweizer Preis „Die blaue Brillenschlange“ (1999), dem LiBeraturpreis (2001), dem 2. Preis: International beim Deutschen Krimipreis (2002) und dem LiBeraturpreis (2004).
Zu den von ihr ins Deutsche übersetzten Autoren zählen u. a. Habib Tengour, Boualem Sansal, Mohammed Dib, Yasmina Khadra, Cécile Oumhani und Mahi Binebine.

## Übersetzungen (Auswahl)
Habib Tengour
- Der Untergang des Morgenlandes. In: Wuqûf 6/1991, S. 401–405, Hamburg, 1992.
- Die Bogenprobe. Makamen. Freiburg: Beck & Glückler, 1993.
- Seelenperlmutt. In: Akzente 4/1994, S. 473–477, 1994.
- Revolte ohne Hoffnung: Die Raï-Musik Algeriens. In: Neue Zürcher Zeitung 125, S. 46, 1. Juni 1995.
- Im Land der Toten. In: Warenmuster blühend. Anthologie internationaler Gegenwartslyrik, S. 128–132, hg. von Florian Vetsch, Frauenfeld: Verlag im Waldgut, 2000.
- Die ferne Insel. In: LiteraturNachrichten 79, S. 22–23, 2003.
- Das Lager. In: die horen 209, S. 46–49, 48. Jg., 1. Quartal 2003. (Vorabdruck aus: H.T., Der Fisch des Moses, Haymon: Innsbruck 2004)
- Der Fisch des Moses. Innsbruck: Haymon, 2004.
- Seelenperlmutt. Lyrik französisch – deutsch. Berlin: Schiler, 2009.
- [Traverser] Übers Meer. Poem mediterran. Berlin: Schiler, 2017.
- Beau Fraisier. Eine Kindheit in Algier / Une enfance à Alger. Zweisprachige Poesie mit aquarellierten Zeichnungen (französisch – deutsch). Berlin: Bübül, 2019.

Sansal Boualem
- Der Schwur der Barbaren. Gifkendorf: Merlin, 2003.
- Erzähl mir vom Paradies. Gifkendorf: Merlin, 2004.
- Der Schwur der Barbaren. Gifkendorf: Merlin, 2010.
- Wo die Welt aufhört, fängt Algerien an. Eine Annäherung an Boualem Sansal. In: LiteraturNachrichten Afrika – Asien – Lateinamerika. Band 28, Nr. 111, S. 8–9.
- Maghreb – eine kleine Weltgeschichte. Berlin: Univ. Press, 2012.
- Allahs Narren. Gifkendorf: Merlin, 2013.

Mohammed Dib
- Beethoven: Gespenster-Trio. In: Zeitschrift für Kulturaustausch. 46. Jahrgang, S. 61–64, Stuttgart: ifa, 3/1996.
- Die maurische Infantin. Köln: Kiepenheuer & Witsch, 1997. (2016 unveränderter Reprint einer älteren Ausgabe)
- Schattenfee. In: Warenmuster blühend. Anthologie internationaler Gegenwartslyrik, S. 69–71, hg. von Florian Vetsch, Frauenfeld: Verlag im Waldgut, 2000.

Yasmina Khadra
- Morituri. Innsbruck: Haymon, 1999. (übersetzt mit B. Ziermann)
- Doppelweiß. Innsbruck: Haymon, 2000. – ausgezeichnet mit dem Deutschen Krimi Preis 2002.
- Herbst der Chimären. Innsbruck: Haymon, 2001.
- Wovon die Wölfe träumen. Berlin: Aufbau, 2002.
- Die Schwalben von Kabul. Berlin: Aufbau, 2003.
- Die Lämmer des Herrn. Berlin: Aufbau, 2004. (2011 als Fischer-Taschenbuch)
- Die Attentäterin. München: Nagel und Kimche, 2006. (sowie als Hörbuch im Hörverlag; 2008 als Fischer-Taschenbuch)
- Die Algier-Romane. Morituri – Doppelweiß – Herbst der Chimären. Zürich: Unions Verlag, 2006. (2007 als Hörbuch im RM-Buch-und-Medien-Vertrieb)
- Die Sirenen von Bagdad. München: Nagel und Kimche, 2008. (sowie als Hörbuch im Hörverlag; 2010 als Fischer-Taschenbuch)
- Die Schuld des Tages an die Nacht. Berlin: Ullstein, 2010. (sowie als Hörbuch im Hörbuch Hamburg Verlag; 2011 als List-Taschenbuch)
- Die Landkarte der Finsternis. Berlin: Ullstein, 2013. (2014 als List-Taschenbuch)
- Der Schreiber von Koléa. Hamburg: Osburg, 2014.
- Worauf die Affen warten. Hamburg: Osburg, 2015.
- Die letzte Nacht des Muammar al-Gaddafi. Hamburg: Osburg, 2015.

Cécile Oumhani
- Tunisian Yankee. Hamburg: Osburg, 2018.

Mahi Binebine
- Der Hofnarr: Roman aus Marokko. Basel: Lenos, 2018.

Jacques Paula
- Die Frauen mit ihrer Liebe. Dortmund: Ed. Ebersbach, 2000. (2002 als Fischer Taschenbuch) – ausgezeichnet mit dem LiBeraturpreis 2000.

Leïla Marouane
- Entführer. Innsbruck: Haymon, 2003. – ausgezeichnet mit dem LiBeraturpreis 2004.
- Die Bestrafung der Heuchler. Innsbruck: Haymon, 2005.

## Sonstige Publikationen (Auswahl)
Anthologien
- Hanîn. Prosa aus dem Maghreb. Eine Anthologie, hg. von Regina Keil, Heidelberg: Wunderhorn 1989.
- Der zerrissene Schleier. Das Bild der Frau in der algerischen Gegenwartsliteratur. Akten der Tagung in der Evangelischen Akademie Iserlohn vom 15.–17. September 1995, Iserlohn 1996.
- Mohnblumen auf schwarzem Filz. Autorinnen aus vier Kontinenten. Eine Anthologie der Initiative LiBeraturpreis, hg. von Regina Keil und Thomas Brückner. Zürich: Unionsverlag 1998.

Daneben zahlreiche Aufsätze rund um die maghrebinische Literatur, Kultur und Gesellschaft und zur interkulturellen Übersetzungs- und Rezeptionsproblematik, diverse Rezensionen, Zeitungsartikel, Lexikon- und Handbucheinträge und Radiobeiträge literarischer, translatorischer und linguistischer Art